# Shi Tingmao
Shi Tingmao (Xunquim, 31 de agosto de 1991) é uma saltadora chinesa. Especialista no trampolim, bicampeã olímpica.

## Carreira

### Rio 2016
Tingmao representou seu país nos Jogos Olímpicos de Verão de 2016, na qual conquistou uma medalha de ouro, no trampolim sincronizada com Wu Minxia.
No individual Shi fez ótimas apresentações e conquistou também a medalha de ouro.

### Tóquio 2020
Em Tóquio 2020, Tingmao conquistou novamente o ouro no trampolim de três metros tanto no sincronizado, dessa vez ao lado de Wang Han, quanto no individual.